# Bengești-Ciocadia (gmina)
Bengești-Ciocadia – gmina w Rumunii, w okręgu Gorj. Obejmuje miejscowości Bălcești, Bengești, Bircii i Ciocadia. W 2011 roku liczyła 3116 mieszkańców.